# Phaonia halterata
Phaonia halterata är en tvåvingeart som först beskrevs av Stein 1898.  Phaonia halterata ingår i släktet Phaonia och familjen husflugor. Arten är reproducerande i Sverige. Inga underarter finns listade i Catalogue of Life.